# Klimov RD-33
El RD-33 es un motor aeronáutico turbofán desarrollado en la OKB-117 liderada por S. P. Izotov (ahora OAO Klimov), su producción comenzó en 1981. Es un motor de reacción turbofán con postcombustión de la clase de 8.000 a 9.000 kgf (78 a 88 kN) de empuje.

## Variantes
- RD-33
- RD-33B/NB
- RD-93
- SMR-95
- RD-33 Serie 3
- RD-33MK

## Especificaciones

### Características generales
- Tipo: Turbofán
- Longitud: 4,2 m
- Diámetro: 1 m
- Peso en seco:  1.055 kg

### Componentes
- Compresor de baja (LPC): 4 etapas
- Compresor de alta (HPC): 9 etapas
- Turbina de alta (HPT): 2 etapas
- Turbina de baja (LPT): 2 etapas

### Rendimiento
- Empuje:  50 kN sin postquemador / 81,3 kN con postquemador
- Consumo específico: 75 Kg/knh / 188 Kg/kNh con postquemador
- Relación empuje a peso:  aprox 8:1
- Relación consumo a potencia: 
  - 1:0.66 sin  postquemador
  - 1:0.43 con postquemador

### Motores similares
- Eurojet EJ200
- Snecma M88  (French equivalent, in price, power, and used in Rafale)
- General Electric F110
- General Electric F404  (USA equivalent, in price, power, and used in F18, Saab 39; top reliablility)
- General Electric F414
- Pratt & Whitney F100
- Pratt & Whitney F119
- Pratt & Whitney F135
- Saturn AL-31
- Guizhou WS-13
- Shenyang WS-10
- GTRE Kaveri